# Csojbalszan
Csojbalszan (mongolul Чойбалсан) a Keleti tartomány székhelye, közel 40 ezer lakosával Mongólia negyedik legnagyobb városa. A város a Kerülen folyó partján fekszik, 747 méterrel a tengerszint felett.

## Története
Területe évszázadok óta a kereskedelmi útvonalak egyik pihenőhelye. A kis postaállomás a XIX. században várossá növekedett, majd a XX. századra Kelet-Mongólia gazdasági központjává vált. Eredeti neve Bajan Tumen (Баян Тумэн) magyarul gazdag tízezret jelent. 1941-ben kapta jelenlegi nevét Horlógín Csojbalszan kommunista vezető tiszteletére.
1992-től, Mongólia demokratizálódása után az orosz munkások elhagyták a várost, amitől a gazdaság összeomlott és a környék elszegényedett. Jelenleg Mongóliában Csojbalszanban a legnagyobb a munkanélküliség. A város elég lehangolóan fest romos, elhagyatott házaival.

## Közlekedés
A fővárosból földúton közelíthető meg. A 650 kilométeres út két nap alatt tehető meg.
Csojbalszan felújított repülőtere (COQ/ZMCD) aszfaltozott, egy leszállópályás, Ulánbátorral menetrend szerinti járat köti össze.
Az oroszországi Csita városánál a Transzszibériai vasút elágazik Kína felé (Transzmandzsú vasút). Ennek egy szárnyvonala megy el Csojbalszanig.